# Origem Tradicional
Origem Tradicional é um grupo de música tradicional - folk de Portugal.
Inserido no Grupo Cultural de São Mamede de Este (Braga), fundado a 14 de fevereiro de 1978, o grupo assume a sua paixão pela música e instrumentos populares de origem tradicional, dedicando-se ao estudo e à divulgação do património português etnomusicológico, entre viras, malhões, chulas e demais ritmos do folclore português.
Ininterruptamente, desde 1978 (é dos grupos de música tradicional mais antigos de Portugal), o grupo foi compilando um vasto reportório de recolhas e de temas originais, que assim vão reinventando a tradição.
Entre viras, malhões e chulas rearranjados, propõem uma viagem pela tradição dos ritmos bem portugueses que povoam o imaginário do nosso povo e que importa promover, transmitir e viver – "...dançando e cantando aquilo de que somos feitos."

## Formação actual
A sua actual formação é composta por nove elementos:
- Casimiro Pereira - voz solo e guitarra;
- Daniel Pereira - bandolim, braguesa, viola, acordeão, gaita de fole e voz;
- Carlos Cruz - cavaquinho, braguesa e coros;
- Ana Pereira - flauta, bombo e coros;
- Eduardo Castro - baixo acústico e coros;
- Raquel Ferreira - voz solo;
- Renaldo Marques - bandolim, bouzouki e coros
- António Melo - percussões tradicionais
- Lucas Gonçalves - violino

## Discografia
- "Hei-de Subir ao Paço", ed. autor - 1985
- "Origem", ed. autor - 1993
- "Um Sol Maior", Açor - 2007
- "Linda Noite", ed. online - 2013
- "as boltas do bira", Açor - 2014
- "Origem Tradicional 40 anos", ed. autor - 2018
- "Natal Tradicional"-2020

"Certamente que há 30 anos, quando o grupo Origem deu forma ao seu projecto de recolha e divulgação da música tradicional portuguesa, especialmente a minhota, não imaginariam a reviravolta criativa e tecnológica que se iria instaurar no nosso país, com o passar dos anos. Contudo, o primeiro disco "Um sol maior" desta formação de São Mamede de Este (Braga), é a prova que num contexto cultural cada vez mais globalizado e aculturado, felizmente as "raízes" são perduráveis e recuperáveis." 
"Ainda é possível defender as nossas tradições musicais, entre viras, malhões e chulas, e esta persistência é, sem dúvida, um dos aspectos mais louváveis deste grupo, que também se soube reinventar, através da composição de temas originais, fortemente influenciados pelo nosso folclore. Ultimamente, assistimos ao nascer duma geração de grupos que procuram a fusão de sonoridades, mas o Grupo Origem destaca-se, precisamente, pela sua fidelidade aos ritmos e às melodias mais tradicionais (...) Encontro de gerações e de vontade de salvaguardar o nosso património etnomusicológico, o Grupo Origem é exemplo da sua devida valorização e reinvenção, dando-nos a confiança dum futuro para a música tradicional portuguesa."